# الرجل الذي لم يكن هناك (فلم 2001)
الرجل الذي لم يكن هناك (بالإنجليزية: The Man Who Wasn't There) هو فيلم جريمة أمريكي-بريطاني صدر عام 2001، من تأليف وإخراج وإنتاج الأخوان كوين. يعلب بيلي بوب ثورنتون دور البطل الرئيسي في الفيلم بالإضافة إلى: توني شلهوب، سكارليت جوهانسون، جيمس غاندولفيني، فرانسيس مكدورماند، مايكل بادالوكو، ريتشارد جينكينز وجون بوليتو. فاز جويل كوين بجائزة أفضل إخراج في مهرجان كان السينمائي 2001.

## القصة.
يحكي الفيلم قصة حلاق رجل قليل الكلام كثير التدخين، قام بابتزاز رئيس زوجته في العمل وعشيقها للحصول على أموال ليستثمرها في شروع لغسيل الملابس، لكن خطته تفشل فشلا ذريعا.

## طاقم التمثيل
- بيلي بوب ثورنتون بدور إد كرين
- فرانسيس مكدورماند بدور دوريس كرين
- مايكل بادالوكو بدور فرانك رافو
- ريتشارد جينكينز بدور والتر ابونداس
- سكارليت جوهانسون بدور رايشتل «بيردي» ابونداس
- جون بوليتو بدور كرايتون توليفر
- توني شلهوب بدور فريدي ريدينشنايدر
- جيمس غاندولفيني بدور بيغ ديف بروستر
- كاثرين بوروويتز بدور آن نردلينغر بروستر
- كريستوفر كريزا بدور الضابط بيرسكي
- براين هالي بدور الضابط كريبس
- جاك ماكجي بدور بي. آي. بيرنز

## وصلات خارجية
- مقالات تستعمل روابط فنية بلا صلة مع ويكي بيانات